# Bajusz Rezső
Bajusz Rezső (Maglód, 1925. július 6. – 2013. június 23.) magyar műszerész, közgazdász, a Közlekedéstudományi Intézet vezetője, 1984 és 1986 között a MÁV vezérigazgatója.

## Pályája
Fiatalon műszerész szakmát tanult, és műszerészként is helyezkedett el. Aktívan sportolt is, ám ígéretesen induló sportkarrierjét derékba törte, hogy 1945. február 4-én polgári személyként a Szovjetunióba hurcolták, ahonnan csak két és fél évvel később, 1947 júliusában sikerült hazajutnia. 1948-tól a MÁV Északi Járműjavító Főműhelyénél vállalt munkát, kezdetben fizikai munkakörben, majd 1949-től – a forgalmi-kereskedelmi ismeretek elsajátítása után – forgalmi szolgálattevőként, állomásfőnök-helyettesként. Karrierje a következő években is fokozatosan ívelt felfelé: volt vasútigazgatósági forgalmi osztályvezető-helyettes, majd vasútigazgató- helyettes és vasútigazgató is, különböző szolgálati helyeken.
1961-ben minisztériumi kinevezést kapott: majdnem két évtizeden át a Közlekedési és Postaügyi Minisztériumban dolgozott, előbb mint tervgazdasági, majd pénzügyi, később közlekedéspolitikai és végül tervgazdasági főosztályvezető. Egyik kidolgozója volt az országgyűlés által 1968-ban elfogadott közlekedéspolitikai koncepciónak, majd annak végrehajtás-irányítója is lett. Közreműködött a közlekedés és hírközlés népgazdasági ág több ötéves tervének kidolgozásában és más hosszútávú tervkoncepciók összeállításában.
Gazdaságtervezői irányítói munkájának egyik fő feladata volt a vasút működési feltételeinek javítása. Jelentősen segítette – többek között – a Záhony térségében végzett vasútüzemi fejlesztéseket, a szolnoki csomópont és a Déli pályaudvar rekonstrukcióját, valamint több jelentős vasútvonal villamosítását. Ugyancsak komoly szerepe volt ebben az időszakban mintegy száz mozdony és közel tízezer vasúti teherkocsi beszerzésében.
Munkája mellett folyamatosan igyekezett képezni magát, ennek eredményeként 1967-ben közgazdász oklevelet szerzett, 1970-ben pedig le is doktorált, summa cum laude minősítéssel. Kandidátusi értekezését, mely A személyszállítás megoszlására ható társadalmi-gazdasági tényezők és azok befolyásolása címet viselte, 1977-ben védte meg.
Egyik megszervezője és 1981-től vezetője is lett a Közlekedéstudományi Intézetnek, amely fontos szerepet töltött be a közlekedésfejlesztési célprogramok kidolgozásában. Az 1980-as évek elején visszatért a MÁV állományába, melynek 1984. január 1-jétől nyugdíjazásáig, 1986. július 1-ig a vezérigazgatói tisztségét töltötte be. E minőségében a MÁV egyik legfőbb küldetésének jelölte meg, hogy a vállalat az élesedő fuvarpiaci helyzet dacára is őrizze meg, sőt ha lehet, javítsa korábban elért pozícióit, részint a szolgáltatásai színvonalának emelésével, másrészt a munkák szervezettségének és hatékonyságának fejlesztésével.
Élete utolsó éveiben visszavonultan élt.